# Brumas da Vida
Brumas da Vida é um filme brasileiro de 1952, dirigido por Eurides Ramos, com roteiro de J. B. Tanko, com direção de fotografia de Hélio Barrozo Netto e trilha sonora de Radamés Gnattali. Nos papeis centrais estão Graça Mello, Mara Rúbia, Lídia Vani, Fregolente e José Policena.

## Elenco
| Ator/Atriz    | Personagem |
| ------------- | ---------- |
| Graça Mello   | Afonso     |
| Mara Rúbia    | Isabel     |
| Lídia Vani    | Marta      |
| Fregolente    | Alberto    |
| José Policena | Delegado   |